# Claudio Amati
Claudio Amati (24 giugno 1960) è un fondista di corsa in montagna italiano.

## Biografia
Ha partecipato a 3 edizioni dei Mondiali di corsa in montagna, nel 1992, nel 1994 e nel 1996, vincendo due medaglie d'oro ed una d'argento a squadre ed ottenendo come miglior piazzamento individuale un tredicesimo posto nel 1992. Oltre che alla corsa in montagna si dedicava anche alle distanze olimpiche, ottenendo buoni risultati in particolare nei 3000 metri siepi, distanza in cui il suo miglior tempo in carriera è di 8'42"89.

## Palmarès
| Anno | Manifestazione                | Sede             | Evento         | Risultato | Prestazione | Note |
| ---- | ----------------------------- | ---------------- | -------------- | --------- | ----------- | ---- |
| 1992 | Mondiali di corsa in montagna | Val di Susa      | Distanza lunga | 13º       |             |      |
| 1992 | Mondiali di corsa in montagna | Val di Susa      | A squadre      | Argento   | 24 p.       |      |
| 1994 | Mondiali di corsa in montagna | Berchtesgaden    | Distanza lunga | 18º       |             |      |
| 1994 | Mondiali di corsa in montagna | Berchtesgaden    | A squadre      | Oro       | 37 p.       |      |
| 1996 | Mondiali di corsa in montagna | Telfes im Stubai | Distanza lunga | 21º       |             |      |
| 1996 | Mondiali di corsa in montagna | Telfes im Stubai | A squadre      | Oro       | 24 p.       |      |

## Campionati nazionali
2004
- 14º ai campionati italiani di corsa in montagna

2008
- 24º ai campionati italiani di corsa in montagna[3]

2014
- Argento ai campionati italiani master di corsa in montagna, categoria SM50 - 42'36"[4]

2016
- Oro ai campionati italiani master di corsa in montagna, categoria SM55 - 44'48"[5]

2021
- 4º ai campionati italiani master di 10 km su strada, categoria SM60 - 38'16"

## Altre competizioni internazionali
1989
- 30º alla Stramilano ( Milano) - 1h06'28"

1990
- Bronzo alla mezza maratona di Mantova ( Mantova) - 1h05'50"

2000
- 14º alla Dieci Miglia del Garda ( Navazzo) - 52'26"

2004
- 25º a La Ciaspolada ( Fondo) - 28'47"50

2006
- Oro al Trofeo della montagna Angolo-Vareno ( Angolo Terme) - 41'38"[6]

2008
- Oro al Giro dei Masi ( Pedersano) - 49'25"[7]

2011
- Oro ai Mondiali master di corsa in montagna ( Paluzza), categoria SM50[8]

2012
- Oro ai Mondiali master di corsa in montagna ( Bühlertal), categoria SM50 - 43'58"
- 10º all'Orobie Vertical ( Valbondione) - 44'02"[9]

2013
- 8º al Trofeo Valli Bergamasche ( Leffe) - 1h48'39"[10] (in squadra con Cristian Terzi e Pietro Regazzoni)

2016
- Oro ai Mondiali master di corsa in montagna ( Susa), categoria SM55[8]
- Oro a squadre ai Mondiali master di corsa in montagna ( Susa), categoria SM55[11]
- Argento al Trofeo della montagna Angolo-Vareno ( Angolo Terme) - 41'38"[12]

2018
- Oro alla Corsa in Montagna ( Collio di Vobarno), 6,85 km - 29'36"[13]